# Brookesia superciliaris
Brookesia superciliaris este o specie de cameleoni din genul Brookesia, familia Chamaeleonidae, descrisă de Heinrich Kuhl în anul 1820. A fost clasificată de IUCN ca specie cu risc scăzut. Conform Catalogue of Life specia Brookesia superciliaris nu are subspecii cunoscute.